# Operacija Market Garden
Operacija Market Garden (17. rujna 1944. – 29. rujna 1944.) bila je uspješna saveznička vojna operacija, vođena u Nizozemskoj za vrijeme Drugog svjetskog rata. Strateški cilj operacije, osmišljene po planu feldmaršala Montgomeryja bio je obuhvatiti dobro utvrđenu Siegfriedovu liniju preko teritorija Nizozemske, te prodrijeti u Ruhrsku područje gdje se nalazilo srce njemačke industrije, čime se je htio rat htio okončati do Božića 1945. godine.

## Uvod
Operacija Market Garden sastojala se od dvije podkomponente:
- Market – zračno-desantna komponenta, u kojoj je ključnu ulogu igrala 1. saveznička zračno-desantna armija, koja je trebala zauzeti komunikacije i ključne mostove kako bi se napravio koridor za prolazak jakih oklopnih snaga prema Njemačkoj.
- Garden – kopnena kompnonenta, sastavljena od britanskog XXX korpusa u kojem je glavna sila bila saveznička Gardijska oklopna divizija, koja je sa svojim tenkovima trebala ući u koridor koji su napravili padobranci i napredovati do grada Arnhema gdje se trebala spojiti sa snagama iz britanske 1. zračno-desantne divizije kako bi se stvorili preduvjeti za udar na istok – prema Ruhru.

Prema američkom povjesničaru Charlesu Mac Donaldu, u trenutku pokretanja Market Garden je bila najveća zračno-desantna operacija u povijesti.
Savezničke snage trebale su napraviti prodor u dubinu; 100 km kroz Nizozemsku, preko Rajne i utvrditi se sjeverno od Arnhema na nizozemsko-njemačkoj granici. Operacija se oslanjala na masovnu uporabu zračno-desantnih snaga čiji su taktički ciljevi bili da osiguraju mostove preko rijeka Waal, Maas, Rajne, kao i prijelaze preko nekoliko kanala i manjih pritoka, kako bi omogućili brzi prodor oklopnim snagama na područje sjeverno od Arnhema.
Nekoliko mostova između Eindhovena i Nijmegena uspješno su zauzeti na početku operacije. Napredovanje snaga XXX. korpusa je odgođeno nakon neuspjeha zračno-desantnih snaga u zauzimanju mostova u Sonu i Nijmegenu. Nijemci su uspjeli srušiti mostove nad kanalom Wilhelmina u Sonu prije nego što ih je 101. padobranska divizija uspjela zauzeti. Neuspjeh 82. padobranske divizije da zauzme most u Nijmegenu prije 20. rujna također je usporio napredovanje XXX. korpusa.
Na najdaljoj točki napredovanja 1. britanska padobranska divizija suočila se s jakim otporom. Kašnjenje u zauzimanju mostova u Sonu i Nijmegenu dala je dovoljno vremena njemačkoj 9. i 10. SS oklopnoj diviziji, koje su ondje već bile prisutne, da se pregrupiraju i organiziraju protuudar. U bitci koja je uslijedila samo manji dio savezničkih snaga uspio je zauzeti sjevernu stranu cestovnog mosta u Arnhemu. Nakon neuspjeha kopnenih snaga da se probiju do njih, padobranci su ostali pregaženi 21. rujna. Ostaci 1. padobranske divizije ostali su opkoljeni u malom džepu zapadno od mosta, te su evakuirani 25. rujna.
Saveznici nisu uspjeli prijeći Rajnu koja je ostala prepreka njihovu napredovanju u Njemačku sve do ofenzive u ožujku 1945. Neuspjeh operacije Market Garden da formira mostobran preko Rajne označio je kraj nadama saveznika da rat mogu dovršiti do Božića 1944.

## Stanje na bojištu neposredno pred operaciju
Nakon poraza u Normandiji tijekom ljeta 1944., ostaci njemačkih snaga povukli su se preko Beneluxa i istočne Francuske do granice Njemačke gdje su stigli koncem kolovoza. Na sjeveru, u prvom tjednu rujna, britanska 21. grupa armija pod zapovjedništvom feldmaršala Bernarda Montgomeryja poslala je svoju 2. britansku armiju pod zapovjedništvom generala Milesa Dempseya u napad na crti Antwerpen do granice sjeverne Belgije, dok je u isto vrijeme 1. kanadska armija pod zapovjedništvom generala Harryja Crerara imala zadaću da zauzme luke Dieppe, Le Havre i Boulogne-sur-Mer. Ma jugu, američka 12. grupa armija pod zapovjedništvom generala Omara Bradleya se približila njemačkoj granici sa zapovijedima da koncentriraju svoja djelovanja prema Aachenu zajedno s američkom 1. armijom pod zapovjedništvom generala Courtneya Hodgesa, kao podrška Montgomeryjevom prodoru prema Ruhrskom pordučju. U međuvremenu američka treća armija generala Georga Pattona napredovala je prema Saaru. U isto vrijeme američka 6. grupa armija, generala Jacoba Deversa, nakon iskrcavanja na jugu Francuske napredovala je prema Njemačkoj.

### Logistički problemi
U nastojanju da poremete njemačke linije snabdijevanja, saveznici su uložili velike napore prije dana D u bombardiranju francuske željezničke mreže, iako su bili svjesni da će to utjecati na njihove vlastite operacije u slučaju proboja iz Normandije. Kako bi se riješio taj problem, pri planiranju operacije Overlord, u nastavku rata bilo je predviđeno je korištenje luka u Bretanji da se točke logističke popune premještaju naprijed kako snage napreduju. Eisenhower i Montgomery su nastojali da se ispune ti planovi, ali su neki smatrali da zauzimanjem Le Havrea i Antwerpena to postaje nebitno. Antwerpenska luka bi bila ranije otvorena da je Montgomery tome dao prioritet umjesto zauzimanja francuskih luka na La Mancheu. Do kolovoza sve snabdijevanje dolazilo je preko plaža gdje se dogodilo iskrcavanje, Cherbourga i još nekih manjih luka u Normandiji. Iako je ta opskrba išla bolje od planiranog, pogoršanje vremena u rujnu i podizanje razine mora dalo je nagovijestiti da nastavak snabdijevanja preko plaža uskoro neće biti moguć. Luka s dubokim gazom saveznicima je postala neophodna. Cherbourg je bio koristan ali predaleko od bojišnice. Velika antwerpska luka je zauzeta gotovo neoštećena ali je estuarij Scheldta bio još pod njemačkom kontrolom, što im je omogućavalo da sa svojih pozicija vatrenim oružjem ometaju savezničko snabdijevanje. Ove snage su zatim se neočekivano uključile u bitke za mostove u sektorima Eindhovena i Nijmegena. Ostale važne luke na obali La Manchea, kao Dunkirk, ostale su u njemačkim rukama sve do svibnja 1945.
Paralelno s time, saveznici su činili velike napore da se željeznička mreža ponovno otvori. Do kraja kolovoza 18.000 ljudi je radilo na popravku, uključujući pet tisuća ratnih zarobljenika. Nakon mnogo odgoda, prvi željeznički transport materijala prema logističkoj bazi američke treće armije u Le Mansu stigao je 17. kolovoza. Ali to je bilo prekasno da utječe na borbe koje su se razvile nakon operacije Cobra i proboja u Francusku. Sve snabdijevanje moralo se vršiti putem kamiona, a njih jednostavno nije bilo dovoljno. Prednje divizije 12. grupe armija ostavile su u pozadini sve svoje teško topništvo, i polovicu srednjega zapadno od rijeke Seine, da bi mogli sa svojim kamionima snabdijevati ostale postrojbe. A 21. grupa armija je sve kamione svojih dviju divizija, kao i četiri britanske prijevozničke tvrtke uporabila za vlastito snabdijevanje.
Kako bi donekle pojačali nedostatno snabdijevanje, saveznici su organizirali "Red Ball Express" – poseban sustav kamionskih konvoja, označenih crvenim krugom koji su mogli voziti cestama koje su inače bile zatvorene za ostatak prometa, te su također imali prioritet na ostalim cestama, međutim i to se uskoro pokazalo kao nedovoljno.

## Tijek operacije

### Prvi dan – nedjelja 17. rujna 1944.
U svojoj početnoj fazi, padobranski desant krenuo je relativno dobro, a savezničke snage uspjele su osigurati sve prijelaze preko rijeka osim velikog mosta u Nijmegenu gdje su se spustili padobranci iz američke 82. zračno-desantne divizije. Južno od njih u Eindhovenu, spustili su se padobranci iz američke 101. zračno-desantne divizije koji su naišli na slab otpor, ali Nijemci digli u zrak most kod sela Son, jedan od ključnih za uspjeh operacije, neposredno pred dolazak Amerikanaca.
U nastavku dana 101. je nekoliko puta dolazila u kontakt s njemačkim snagama. Njemački feldmaršal Walter Model koji je imao svoj stožer kod sela Oosterbeek, naredio je evakuaciju stožera nakon što mu je javljeno da su se u obližnjoj šumi spustili britanski padobranci jer je mislio da im je on meta. U okolici Arnhema, gdje se je spustila britanska 1. zračno-desantna divizija (a što je ujedno bila najsjevernija točka operacije), Nijemci su uspjeli brzo organizirati obranu pa se izgubio element iznenađenja. Također, u jednoj od jedrilica koje su sletjele, jedan njemački vojnik uspio je naći plan kompletne operacije Market Garden pa su Nijemci već u početku imali pristup svim savezničkim planovima.
U podoperaciji Garden, topništvo XXX. korpusa krenulo je u 14:15 sati s topničkom pripremom po njemačkim prednjim crtama nakon čega im se u bombardiranju pridružilo Kraljevsko Zrakoplovstvo na pravcu prema Valkenswaardu. Kopneni napad, koji je krenuo s tzv. Joeovog mosta predvodili su tenkovi iz sastava Irske garde, koji su nakon stupanja u borbu uspjeli probiti njemačku prednju crtu i do 15:00 prodrijeti na teritorij Nizozemske. Nedugo nakon prelaska granice, međutim, glavna kolona naišla je na zasjede ukopanog njemačkog pješaštva iz sastava 9. SS oklopne divizije i njemačkih padobranaca, ojačanog protuoklopnim topovima koji su se nalazili bočno od glavne ceste. U borbama koje su uslijedile, glavna kolona je uspjela očistiti njemačko pješaštvo uz pomoć zračne podrške, nakon čega je nastavila napredovati. Do sumraka prvog dana operacije Irska garda je dospjela do grada Valkenswaalda, no to je bilo svega 11 km, od ukupno 21 koliko im je trebalo do grada Eindhovena, gdje ih je čekala američka 101. zračno-desantna divizija i gdje su trebali biti po rasporedu na kraju prvog dana.

### Drugi dan – ponedjeljak 18. rujna 1944.
Na drugi dan operacije, svi padobranski desanti su odgođeni zbog lošeg vremena što će otežati podršku i snabdijevanje savezničkih snaga na terenu idućih sedam od osam dana trajanja operacije. Deveta SS izviđačka bojna je, pak pokušala na silu ući u Arnhem preko glavnog mosta gdje su ih dočekali britanski padobranci pa su u tom okršaju izgubili dosta ljudi uključujući zapovjednika Viktora Gräbnera. U području Nijmegena 82. zračno-desantna divizija vodila je borbe na svom području, a 101. divizija u Eindhovenu, suočena s uništenim mostom kod Sona je neuspješno pokušavala zauzeti drugi most kod mjesta Best. Oko podneva drugog dana 101. je stupila u kontakt s izviđačima iz XXX. korpusa, kojem je prenesena poruka da je most kod Sona uništen pa je od inženjerije XXX korpusa traženo da pripreme vlastiti most. Oklopne snage XXX. korpusa su do kraja dana ušle u Eindhoven, spojivši se sa 101. američkom zračno-desantnom divizijom, no ondje je njihov zamah ponovo usporila razdragana gomila domaćih ljudi koji su izašli na ulice pozdraviti osloboditelje. Inženjeri XXX. korpusa uz pomoć njemačkih ratnih zarobljenika uspjeli su nakon deset sati rada složiti novi most preko kanala.  

### Treći dan – utorak 19. rujna 1944.
Trećega dana operacije u 3 ujutro, zapovjednici britanskih padobranaca u Arnhemu isplanirali su napad prema drugoj strani mosta u Arnhemu koji je krenuo 1,5 sat kasnije, no s prvim suncem u zoru, njihove namjere uočili su Nijemci, zbog čega su tri britanske bojne koje su sudjelovale u napadu desetkovane na otvorenom prostoru pod njemačkom vatrom. Ostaci britanskih padobranaca koji su se uspjeli izvući povukao se nazad prema selu Oosterbeek gdje su formirali novi perimetar. Britansku stranu mosta u Aarnhemu ostala je držati samo 2. bojna Padobranske pukovnije, čije su položaje Nijemci sustavno tukli minobacačima, topništvom i tenkovima, uništavajući tako sve kuće i potencijalne zaklone kako ih Britanci ne bi mogli koristiti. Oko 16 sati, malo južnije od britanskih položaja u Oosterbeku, pored mjesta Driel počeo je slijetati dio padobranaca iz poljske 1. SPB sa svojim zapovjednikom Sosabowskim, no zbog nezgodnog mjesta na koje su se padobranci spustili, Nijemci su ih s tla desetkovali. Ostatak poljske brigade u tom trenutku nije mogao biti prevezen u borbu zbog guste magle. Nakon slijetanja Poljaci su zauzeli selo Driel nasuprot britanskih položaja na drugoj obali rijeke Rajne i ukopali se. Kod Eindhovena, dijelovi 101. divizije bili su zauzeti odbijanjem njemačkih tenkovskih protunapada, koji su uspješno odbijeni uz pomoć britanskih tenkova.

### Četvrti dan – srijeda 20. rujna 1944.
Druga bojna britanske Padobranske pukovnije pod zapovjedništvom pukovnika Johna Frosta uspostavila je komunikaciju s ostatkom 1. padobranske divizije, samo da bi saznali da je XXX. korpus zapeo na velikom mostu u Nijmegenu i da vjerojatno neće stići do njih. Svi britanski padobranci koncentrirani u okolici Arnhema povukli su se u Oosterbeek kako bi ondje pružili konačan otpor pred nadirućim Nijemcima.
Južno od njih, u Nijmegenu američka 82. zračno-desantna divizija i snage XXX. korpusa, nisu mogle proći most na rijeci Waal jer su ih ondje blokirale snage 9. i 10. SS Panzer Divizije. U 3h popodne jedna bojna američkih padobranaca i britanski inženjeri u čamcima su preveslali rijeku i napali odostraga Nijemce koji su blokirali most. Ovo se na kraju pokazalo kao isplativ potez jer su unatoč gubicima uspjeli zauzeti suprotnu stranu mosta, nakon čega je dio tenkova XXX. korpusa prešao most u Nijmegenu, dok je drugi dio tenkova bio zauzet odbijanjem njemačkih napada na drugim dijelovima grada.

### Peti dan – četvrtak 21. rujna 1944.
Ostaci britanske 1. zračno-desantne divizije okupili su se oko džepa u Oosterbeeku, želeći držati mostobran na sjevernoj strani Rajne do dolaska snaga XXX. korpusa, istovremeno žilavo odbijajući cjelodnevne njemačke napade. Nakon dva dana lošeg vremena, u popodnevnim satima konačno je desantiran i ostatak 1. poljske padobranske brigade koja se postavila u selo Driel, nasuprot Britancima u Oosterbeeku. Prva zračno-desantna divizija, konačno je iz Oosterbeeka uspostavila radio vezu s topništvom XXX. korpusa koje im je počelo pružati topničku podršku u odbijanju opetovanih njemačkih napada.

### Šesti dan – petak 22. rujna 1944.
Nakon što su Nijemci u nekoliko pješačkih napada na britanski džep u Oosterbeku pretrpili dosta gubitaka, nastavili su džep žestoko tuči topništvom i minobacačima. Kako se magla počela dizati, dijelovi 43. divizije pokušali su proboj prema Drielu u kojem su se nalazili Poljaci. I poljska i britanska strana pokušavala je prebaciti dijelove svojih postrojbi na suprotnu stranu rijeke no svaki put bi bili izloženi njemačkoj vatri.
U podoperaciji Garden, saveznici su čvrsto držali veći dio koridora u svojim rukama, no zbog opetovanih njemačkih napada; dvije njemačke borbene grupe uspjele su blokirati saveznički koridor (Hell's Highway) između mjesta Grave i Veghel, čime je spriječeno daljnje savezničko napredovanje prema Arhnhemu.

### Sedmi dan – subota 23. rujna 1944.
Nakon što su Nijemci shvatili što Poljaci pokušavaju prema Oosterbeeku, u ostatku dana su pokušavali presjeći britanski mostobran na sjevernoj strani Rajne tako da mu uskrati pristup rijeci. Ipak, na kraju dana Britanci su uspješno odbili njihove napade pa su obje strane pretrpjele velike gubitke. Poljaci su također napadnuti na svojim položajima na južnoj strani rijeke no nekoliko tenkova XXX. korpusa uspjelo je stići do njih, te su pomogli Poljacima u odbijanju njemačkog napada. Do njih su također stigli kanadski brodovi i inženjerija koji su do kraja dana uspjeli u oosterbekski džep na sjevernoj strani Rajne prebaciti još 150 Poljaka.
Južnije, njemačke su snage još uvijek su blokirale koridor, no XXX korpus je tada poslao dio svojih snaga kako bi odblokirao koridor, što su ovi i učinili.

### Osmi dan – nedjelja 24. rujna 1944.
Njemačke snage opet su zablokirale koridor južno od Veghela, postavivši obrambene položaje te čekale noć. Saveznici su isprva odustali od pokušaja da ponovno prijeđu preko Rajne, no kad je pala noć donesena je odluka da se padobranci preko rijeke pojačaju 4. bojnom dorsetshirske pukovnije. Iako su saveznici uspjeli prebaciti dvije satnije preko rijeke, ti vojnici su došli ravno među Nijemce koji su ih odmah stisnuli vatrom, pa je od ukupno 315 ljudi koliko je prešlo rijeku tek njih 75 zapravo stiglo do Oosterbeeka, dok su ostali zarobljeni. Zbog ovog, saveznici su donijeli odluku da se kompletni kontingent sjeverno od Rajne povuče nazad na južnu stranu rijeke što je de facto značilo odustajanje od primarnog cilja operacije.

### Deveti dan – ponedjeljak 25. rujna 1944.
Iako je odluka o povlačenju donesena ujutro, to se nije moglo napraviti prije nego što je pao mrak. Evakuacija preko rijeke dobila je naziv Operacija Berlin. U međuvremenu, dvije borbene grupe SS-a pokrenule su nove napade na džep koje su Britanci zadnjim snagama pokušavali odbiti. SS-ovci su od napada odustali tek nakon što su padobranci na sjevernoj strani Rajne uspjeli dobiti topničku podršku. Povlačenje je počelo u 22:00 sati uz pomoć Kanađana koji su prebacivali snage iz džepa na drugu stranu. Do svitanja je preko rijeke prebačeno ukupno 2398 vojnika, dok je njih tristotinjak, koji to zbog nedostatka mraka više nisu mogli, bilo prisiljeno predati se Nijemcima.
Južno od njih, 504. northumbrijska pješačka divizija izvršila je udar na njemačke jedinice koje su blokirale koridor i prisilila ih na povlačenje. Linije bojišnice koje su tada dosegnute ostale su nepromijenjene sve do veljače 1945. godine.

## U popularnoj kulturi
- Nedostižni most (engl: A Bridge Too Far) – filmska je adaptacija operacije Market Garden iz 1977. godine.